# Like Phantoms, Forever
Like Phantoms, Forever è un EP dei My Chemical Romance, pubblicato nel 2002. Il titolo dell'EP è derivato da una delle ultime frasi dal loro canto, "Demolition Lovers", l'ultima canzone sul loro album d'esordio,I Brought You My Bullets, You Brought Me Your Love . Dell'EP sono state realizzate solo 100 copie, numerate a mano.

## Tracce
1. Vampires Will Never Hurt You – 5:28
2. This Is the Best Day Ever – 2:14
3. Jack the Ripper (Live) – 4:02